# 日晴農場
株式会社日晴農場（ひばれのうじょう、英：HIBARE‐FARM.,co ltd.）は静岡県静岡市清水区に本社をおく、地域密着、地域愛着、地産地消をモットーに安心安全で美味しい農産物の生産や地元農家の生産物を集め加工し卸売りなどを目的とする農業法人である。
関連会社であるヒバリヤが地元の生産者を訪問する中で担い手不足や耕作放棄地の増加という地域としての課題があることを知り、地域貢献の一環として農産物の生産を開始したことが始まりである。
2023年現在では22,000㎡(約6700坪≒2町2反)の圃場で季節にあわせた農作物を生産、販売している。
主な販売先は関連会社であるヒバリヤの他、地元産直売場。きくらげに関しては久能山東照宮の献上商品として葵の御紋をパッケージにデザインし静岡県内のスーパーマーケットや他県スーパーマーケットにも販売中。

## 概要
2016年
- 3月 - 清水区折戸に堀農場(3,628㎡)、両河内に山崎農場(3,378㎡)計7,006㎡(2123坪)で事業を開始する。
- NPO法人スカイラークと協業で農福連携事業として清水区折戸に堀農場を開設。ガラスハウスを改築しきくらげの菌床栽培を始める。
- 清水区の山間地域、両河内地区に竹林を保有し春にはタケノコの収穫をする。
  - 両河内地区のタケノコは寒暖の差と肥沃な土地で育つため、えぐみが少なく柔らかいのが特徴で東京市場で高値で取引される。
  - 日晴農場では収穫したタケノコをすぐに茹で真空状態で保存し年間で販売する。

2018年
- 堀農場にて養液栽培でのトマト栽培を開始する。
  - 三保・折戸地区は晴れが多く日照時間も長い為温暖で促成栽培発祥の地と言われ古くからトマト栽培が盛んな地域でもあり、元静岡大学農学部糠谷教授の協力のもとDトレイ栽培でトマト栽培を開始する。

2020年
- 5月 - 村松みかん農場(1,141㎡)を開設　みかん農家より圃場を引き継ぎ、減農薬みかんの栽培を開始
- 10月 - 清水区折戸にて川口農場(3,299㎡)を開設　ビニールハウスでの細ネギ栽培を開始

2021年
- 12月 - 清水区折戸にて岸山農場(1,794㎡)を開設　露地栽培でさつまいもや枝豆の栽培を開始

2022年
- 4月 - 堀農場の隣に堀第2農場(5,629㎡)を開設　ガラスハウスにてスナップエンドウ・大玉トマト・ミニトマトの栽培を開始、折戸なすの試験栽培も開始
- 9月 - 清水区三保に長澤農場(3,070㎡)を開設　ガラスハウスにて細ネギの栽培を開始
  - 長澤農場開設に伴い川口農場はとうもろこし、にら、イタリアンパセリ、パクチーの生産を開始
- 10月 - トマト栽培がコナジラミや夏場の高温障害により収穫が減少。堀第2農場にて試験的にイチゴの養液栽培を開始する。

2023年
- 6月‐トマト栽培に使用していた箇所の半分をイチゴの養液栽培に変更　株の定植開始
- 12月-1万本の苗からイチゴの収穫を開始（紅ほっぺ・あきひめ）

2024年
- 4月－新たに静岡市麻機地区に菌床生育用ハウスを借りきくらげの生産拠点を移す
- 6月－昨期の倍の2万本の苗を作る為の株を定植する